# Хинаяна
Хинаяна е хронологически по-старото и в известен смисъл по-консервативно направление в будизма, съответстващо на първото завъртане на колелото на дхарма от историческия Буда Шакямуни. Наименованието (от санскрит, हीनयान, „малка колесница“ или „тесен път“, само земният) влиза в употреба през първи или втори век от н. е., вероятно в контраст с Махаяна, чиито последователи смятат своите възгледи за по-висши. Някои съвременни учители предпочитат да превеждат термина като „основополагаща колесница“, за да се избегне усещането за надменност или подценяване и за да се подчертае нейното важно място. Хинаяна включва 18 школи, от които днес най-популярна е Тхеравада. Исторически тя е разпространена най-вече в Югоизточна Азия, а в днешно време и на Запад. Според философските учения на школата, съществуването на човека се състои от мигновени същности дхарми. При смъртта става разпадане на индивидуалността и тя умира, а елементите на дхармите под въздействието на кармичните принципи се превръщат в друг индивид. Крайна цел на пътя Хинаяна е състоянието Архат.